# Eudocima aurantia
Eudocima aurantia là một loài bướm đêm thuộc họ Erebidae. Nó được tìm thấy ở khắp Đông Nam châu Á, từ Sri-Lanka đến miền bắc Queensland, Úc. Nó cũng có mặt ở quần đảo quần đảo Andaman.
Sải cánh dài khoảng 90 mm.
Ấu trùng ăn Cocculus. Con trưởng thành là loài gây hại cho nhiều loại trái cây. Chúng chích vào trái cây để lấy nước.

## Hình ảnh

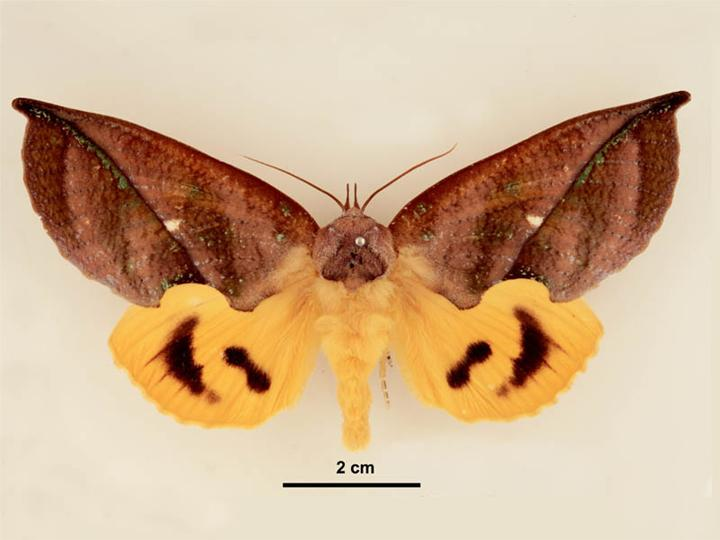
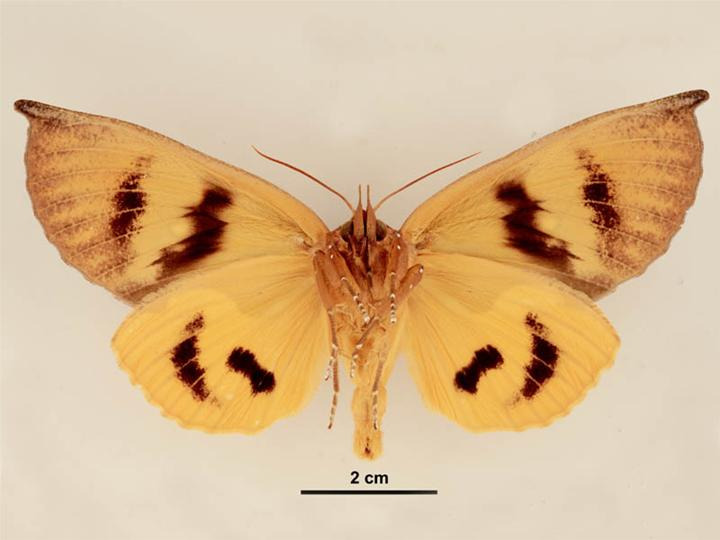
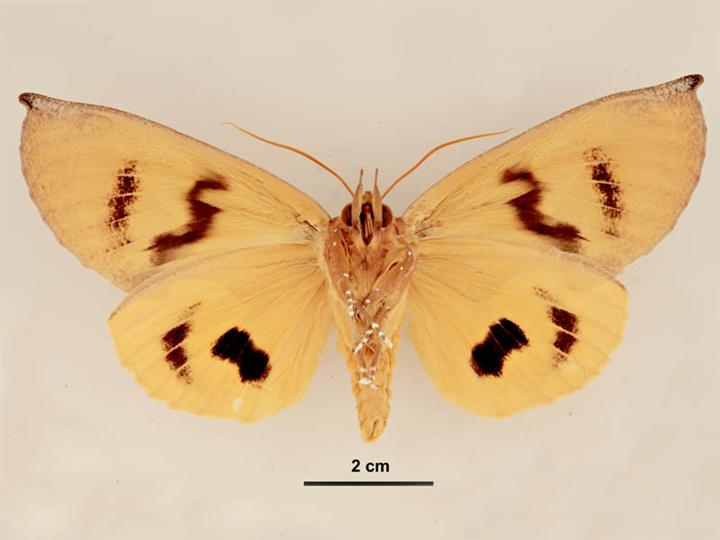